# Michael Hedges
Michael Hedges (Wellington) é um sonoplasta neozelandês. Venceu o Oscar de melhor mixagem de som na edição de 2004 por The Lord of the Rings: The Return of the King e na edição de 2006 por King Kong, ambos ao lado de Christopher Boyes, Michael Semanick e Hammond Peek.